# Краснологское сельское поселение (Каширский район)
Краснологское сельское поселение — муниципальное образование в Каширском районе Воронежской области.
Административный центр — село Красный Лог.

## Административное деление
В состав поселения входит один населенный пункт:
- село Красный Лог.